# Фопурин
Фопурин — противоопухолевый препарат из группы антиметаболитов, антагонистов пуринов.

## Фармакологическое действие
Обладает противоопухолевой активностью и, в частности, способен подавлять лейкозный процесс. В организме метаболизируется с образованием вещества, обладающего свойствами антиметаболита аденина (вещества, близкого к естественным продуктам обмена веществ, но оказывающего противоположное действие) и способного тормозить развитие опухолевого процесса. Достоинством фопурина при лечении острых процессов является парентеральный (минуя желудочно-кишечный тракт) путь введения, обеспечивающий более быстрое наступление терапевтического эффекта.

## Показания к применению
Острый лейкоз (злокачественная опухоль, возникающая из бластных клеток /клеток костного мозга, из которых образуются лейкоциты, лимфоциты, эритроциты и т. д./, и характеризующаяся появлением в кровеносном русле этих незрелых клеток): хронический миелолейкоз (рак крови, при котором источником опухолевого процесса являются гранулоцитарные клетки /клетки костного мозга, из которых развиваются форменные элементы крови — лейкоциты/); кожные ретикулёзы (кожные проявления гемобластозов — злокачественной опухоли, развившейся из кроветворных клеток) и ретинобластома (злокачественная опухоль сетчатки глаза).

## Способ применения
Препарат вводят внутривенно или внутримышечно. Непосредственно перед применением содержимое ампулы (40 мг препарата) растворяют в изотоническом растворе хлорида натрия, воде для инъекций или 0,5 % растворе новокаина (при внутримышечном введении). Фопурин растворяется медленно. В момент внутривенного введения препарата и в течение 1-1'/2 ч после него больной должен находиться в горизонтальном положении (возможность ортостатической гипотонии — резкого падения артериального давления при переходе из горизонтального в вертикальное положение).
При остром лейкозе вводят ежедневно по 40—120 мг в зависимости от переносимости. Начинают лечение с 40 мг и при хорошей переносимости дозу увеличивают до 60, 80, 100 или 120 мг (обычно 1,2—1,5 мг/кг). Курсовая доза составляет 1—3 г. Детям с острым лейкозом препарат назначают по 5—30 мг 1 раз в сутки. В течение курса лечения производят 20—40 инъекций (500—700 мг препарата).
При кожных ретикулёзах фопурин назначают ежедневно в нарастающих дозах — 20, 40, 60, 80, 100 и 120 мг (внутримышечное введение допустимо только до 60 мг, введение препарата в более высоких дозах сопровождается болезненностью в месте инъекции). Курсовая доза составляет 1,5—3 г.
При ретинобластоме фопурин вводят внутримышечно 1 раз в день в первоначальной суточной дозе 5 мг/кг в течение 5 дней. В дальнейшем при хорошей переносимости дозу увеличивают каждые 5 дней на 5 мг, но не более чем до 40 мг на инъекцию. В течение курса лечения производят 10—60 инъекций.
В случае необходимости при всех упомянутых заболеваниях проводят повторные курсы лечения.

## Побочные действия
Возможны головная боль, головокружение, умеренные диспепсические явления (расстройства пищеварения), сонливость, ощущение жжения, тяжести и тепла в конечностях, чувство опьянения, онемения кожи в области спины, аллергические явления, ортостатическая гипотония. При повышенной чувствительности больных или при передозировке фопурина возможно угнетение кроветворения: лейкопения (пониженное содержание лейкоцитов в крови) и тромбоцитопения (уменьшение числа тромбоцитов в крови). В этом случае проводят соответствующие мероприятия, направленные на стимуляцию гемопоэза (кроветворения).

## Противопоказания
Заболевания печени и почек с нарушением их функции, резко выраженные лейкопения и тромбоцитопения, терминальное состояние (состояние организма, предшествующее смерти).

## Форма выпуска
В лиофилизированной форме в ампулах по 0,04 г в упаковке по 10 ампул.

## Условия хранения
Список А. В защищённом от света месте при температуре не выше +10 °С.